# 주다스 프리스트
주다스 프리스트(Judas Priest)는 1969년 영국 버밍엄에서 K. K. 다우닝(K. K. Downing, 기타)과 이언 힐(Ian Hill, 베이스)이 결성한 헤비 메탈 밴드다. 주다스 프리스트는 현재 헤비 메탈 사운드와 이미지, 패션을 만들어낸 주인공이자 일인자로서 알려져 있다. 1980년에 발표한 ‘British Steel’에서 스스로 메탈 갓을 선언하고 이후 그것으로 통칭한다.

## 구성원

### 현재 구성원
- 롭 핼퍼드(Rob Halford) - 보컬
- 리치 폴크너(Richie Faulkner) - 기타
- 글렌 팁톤(Glenn Tipton) - 기타
- 이언 힐(Ian Hill) - 베이스
- 스콧 트라비스(Scott Travis) - 드럼

### 전임 멤버
- 알 앳킨즈(Al Atkins) - 보컬
- 브루노 스태픈힐(Bruno Stapenhill) - 베이스
- 존 앨리스(John Ellis) - 드럼
- 알란 무어(Alan Moore) - 드럼
- 크리스 캠벨(Chris Campbell) - 드럼
- 존 힌치(John Hinch) - 드럼
- 사이먼 필립스(Simon Phillips) - 드럼
- 레즈 빙크스(Les Binks) - 드럼
- 데이브 홀란드(Dave Holland) - 드럼
- 팀 리퍼 오웬즈(Tim 'Ripper' Owens) - 보컬
- K. K. 다우닝(K.K. Downing) - 기타

## 디스코그라피

### 정규 앨범
- 1974 - ‘Rocka Rolla’
- 1976 - ‘Sad Wings of Destiny’
- 1977 - ‘Sin After Sin’
- 1978 - ‘Stained Class’
- 1979 - ‘Killing Machine’
- 1980 - ‘British Steel’
- 1981 - ‘Point of Entry’
- 1982 - ‘Screaming for Vengeance’
- 1984 - ‘Defenders of the Faith’
- 1986 - ‘Turbo’
- 1988 - ‘Ram It Down’
- 1990 - ‘Painkiller’
- 1997 - ‘Jugulator’
- 2001 - ‘Demolition’
- 2005 - ‘Angel of Retribution’
- 2008 - ‘Nostradamus’
- 2014 - ‘Redeemer of Souls’
- 2018 - ‘Firepower’
- 2024 - ‘Invincible Shield’

### 라이브 앨범
- 1979 - ‘Unleashed in the East’
- 1987 - ‘Priest...Live!’
- 1998 - ‘Live Meltdown’
- 2002 - ‘Live in London’
- 2009 - 'A Touch of Evil’
- 2016 - 'Battle Cry'

### 컴필레이션 앨범
- 1978 - ‘The Best of Judas Priest’
- 1981 - ‘Hero, Hero’
- 1989 - ‘The Collection’
- 1993 - ‘Metal Works’
- 1998 - ‘The Best of Judas Priest: Living After Midnight’
- 2004 - ‘Metalogy’
- 2006 - ‘Essential Judas Priest’